# Henrique Pousão

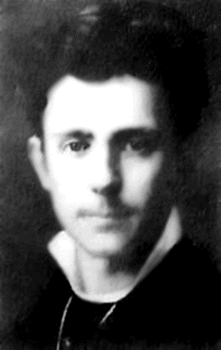
Porträt von Henrique Pousão

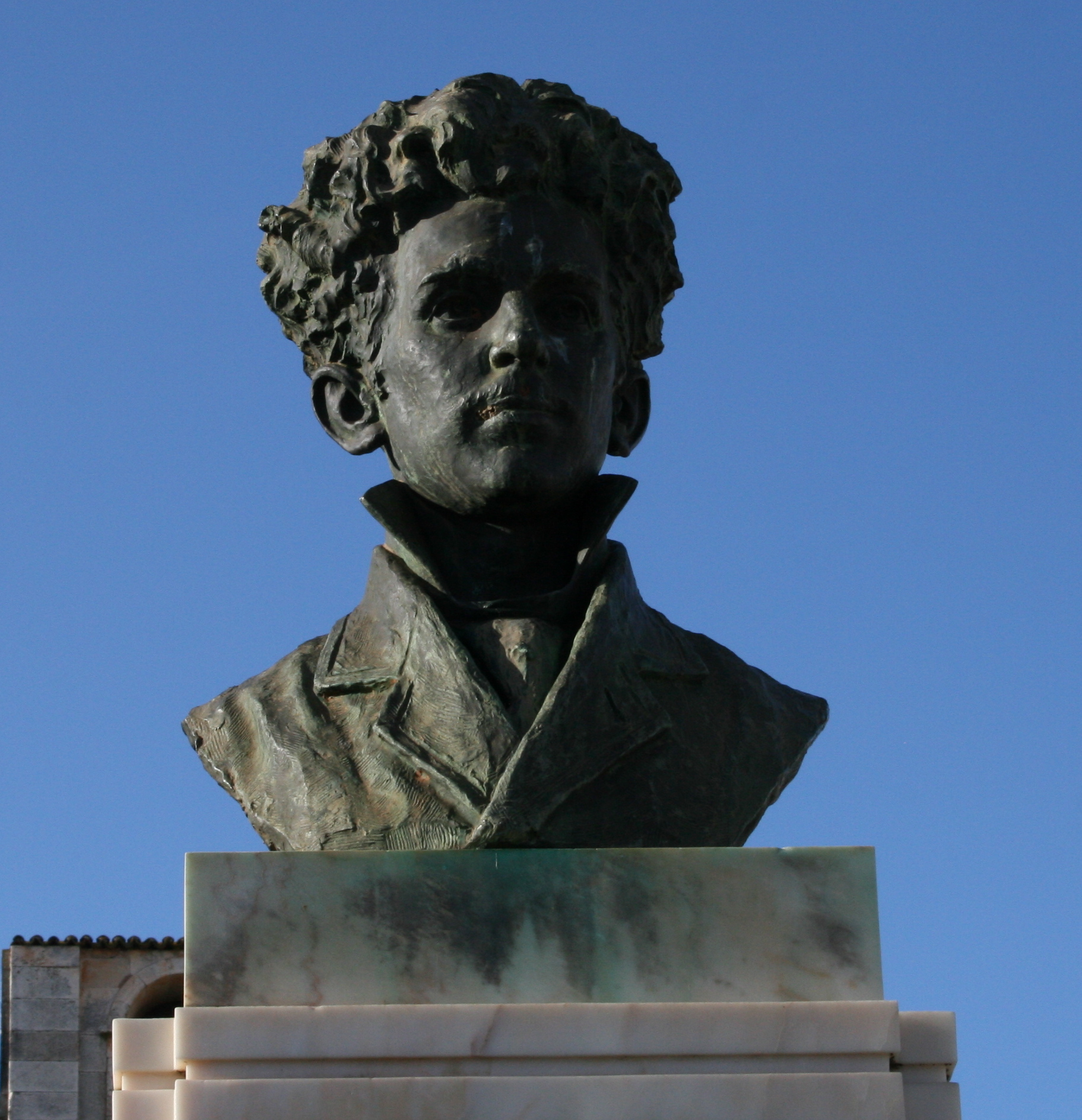
Büste von Henrique Pousão in seiner Heimatstadt Vila Viçosa

Henrique Cesar de Araújo Pousão (* 1. Januar 1859 in Vila Viçosa, Alentejo, Portugal; † 20. März 1884 ebendort) war ein portugiesischer Maler.

## Leben und Wirken
Henrique Pousão entstammte einer Künstlerfamilie, der Dichter João Lúcio war sein Neffe. Sein Vater war Jurist und zeitweise als Richter tätig und es folgten viele Umzüge, so 1863 nach Elvas. Schon als Kind fertigte er Zeichnungen an. In den frühen 1870ern zog der Vater, mittlerweile Witwer, mit Henrique nach Barcelos. Der Norden hatte eine große inspirierende Wirkung auf den Jugendlichen und seine Kunst.
Seiner Leidenschaft für Malerei und Zeichnung folgend, verließ er das väterliche Elternhaus und ging nach Porto, wo er bei einem Freund lebte, um sich vollständig der Kunst zu widmen und immatrikulierte sich 1872 an der Academica Portuense de Belas Artes von Porto, der Kunsthochschule der Stadt. 1880 schloss er sein Studium der Kunstwissenschaften ab. Sein Vater war mittlerweile nach Olhão gezogen, wo er als Richter tätig war. Pousão arbeitete auch mit der portugiesischen Kunstzeitschrift Occidente zusammen.
1881 kam er nach Paris; der Aufenthalt war ihm durch ein staatliches Stipendium ermöglicht worden. Auf dem Weg dorthin hatte er in Madrid einen Zwischenhalt gemacht und den Prado besucht. In Paris besuchte er eine Kunstakademie und war Schüler von Adolphe Yvon und dem weltbekannten Alexandre Cabanel. Er malte die Seine oder den Jardin du Luxembourg. Seine Begeisterung für Paris und die Malerei war so groß, dass er sich an einem Tag mit viel Schnee der Kälte und Nässe aussetzt, um den Schnee zu malen und sich dabei eine schwere Bronchitis zuzog, von der sich nie mehr wirklich erholte. Aufgrund der starken Bronchitis rieten ihm die Ärzte, in den Kurort La Bourboule zu gehen, wo er sich zwei Monate erholte. Im Nachbardorf Saint-Sauves-d’Auvergne malte er drei Gemälde.
Im Dezember 1881 kam er nach Rom, wo er in der Via dei Portoghesi lebte und sich dem Circolo Artistico Internationale anschloss. Auf dem Weg nach Rom machte er noch Halt in Pisa und Turin. 1882 reiste er aus gesundheitlichen Gründen nach Anacapri auf der Insel Capri, wo er den Sommer und Herbst des Jahres verbrachte.
Nach seinem Aufenthalt auf Capri ließ er sich in Neapel nieder, nicht ohne vorher Pompeji besucht zu haben und bestieg den Vesuv. Im Januar 1883 kehrte er nach Rom zurück. Im Herbst 1883 ging er wegen seiner geschwächten Lunge erneut nach Anacapri.
Aufgrund seines schlechten Gesundheitszustandes entschied er sich, nach Portugal zurückzukehren und machte Station in Sorrent, Genua, Marseille, Barcelona, Valencia, Huelva, Sevilla, Ayamonte, Vila Real und Olhão, bevor er nach Vila Viçosa kam.
Er wurde bettlägerig und verstarb in Vila Viçosa im Alter von 25 Jahren an den Folgen eines Bluthustens (Hämoptyse) bzw. an Tuberkulose. In Porto und Matosinhos sind Straßen nach ihm benannt, in Vila Viçosa gibt es eine Büste von ihm.
1888 wurde auf Betreiben seines Vaters ein Großteil des Nachlasses der Kunstakademie von Porto übertragen. Heute befinden sich die meisten Werke im Museum Soares dos Reis, wo seit 1934 70 Bilder des Malers ausgestellt sind.
Zu seinen Freunden zählten der spanische Maler Francisco Pradilla und die brasilianischen Maler Rodolfo Amoedo, einem Mitschüler aus der Kunstakademie in Paris und Henrique Bernardelli.

## Malerei
Pousão malte fast ausschließlich in der freien Natur. Er wird zum Naturalismus der portugiesischen Malerei des 19. Jahrhunderts gezählt. Zu den bevorzugten Sujet gehörten Landschafts- und Porträtmalerei, vor allem mit ruralen Themen.
Die Darstellung von Licht in diversen Schattierungen war seine große Stärke und kommt in vielen Gemälden zum Ausdruck. Im Ausland sind vor allem die Gemälde "Cecilia", entstanden in Italien, ein Porträt einer Jugendlichen und die Bilder über die weißen Häuser in Capri die bekanntesten.